# Turfanosuchus
| Царство   | Животные          |
| --------- | ----------------- |
| Тип       | Хордовые          |
| Класс     | Рептилии          |
| Клада     | Псевдозухия       |
| Клада     | Зухия             |
| Семейство | † Gracilisuchidae |
| Род       | † Turfanosuchus   |

| Разновидность                     |
| --------------------------------- |
| † Т. dabanensis Young, 1973 (тип) |

Turfanosuchus — род архозаврообразных рептилий, вероятно, грацилизухидный архозавр, который жил во время среднего триаса северо-западного Китая. Типовой вид, T. dabanensis, был описан К. К. Янгом в 1973 году на основе частично полного, но расчлененного ископаемого скелета (IVPP V.32237), найденного в формации Келамайли Турфанского бассейна.
Turfanosuchus имел своеобразное сочетание признаков, которые затрудняли классификацию в прошлом. Он обладал зубами на небе и внутренними сонными артериями, которые входили в мозговую оболочку снизу. Эти две черты были редки среди архозавров (правда, архозавров коронной группы) и больше похожи на неархозаврических архозавров, таких как Euparkeria. С другой стороны, лодыжка была гораздо более продвинутой, чем у таких животных, как Euparkeria, и некоторые особенности черепа наблюдались только у истинных архозавров, особенно у ранних сухи (далеких предков современных крокодилов). Из этой группы Turfanosuchus имеет наибольшее сходство с Gracilisuchus и Yonghesuchus, и исследование 2014 года сгруппировало эти три рода в семействе Gracilisuchidae. Gracilisuchidae находится в Pseudosuchia, которая содержит всех архозавров, более тесно связанных с крокодилами, чем с птицами. Некоторые черты черепа, ранее считавшиеся уникальными для Turfanosuchus, теперь считаются характерными для Gracilisuchidae, но Turfanosuchus сохраняет несколько уникальных особенностей челюсти и области щек.

## Описание

### Череп
Череп Turfanosuchus был пропорционально похож на череп других мелких обобщенных архозавроформ, таких как Euparkeria и Gracilisuchus. Предчелюстная кость (зубчатая кость на кончике рыла) выступает за ноздри (отверстия для ноздрей) с небольшим выступом. Этот зубец, известный как постеродорсальный отросток, разделяет пополам соответствующую ветвь носовых костей (которая сформировала верхнюю поверхность рыла). Как и у других архозавров и их родственников, на стороне морды есть отверстие (известное как предглазничное отверстие), окруженное опущенной костной впадиной (известной как предглазничная ямка). Верхняя челюсть (основная зубчатая кость морды) также имела постеродорсальный отросток, гораздо более редкую черту по сравнению с постеродорсальным отростком предчелюстной кости (который присутствовал у большинства архозавроморфов). Постеродорсальный отросток верхней челюсти представлял собой небольшой треугольный выступ кости, который образовывал нижний задний угол анторбитальной ямки и соединялся со слезной костью (которая находится между анторбитальной ямкой и глазницей) . Эти постеродорсальные отростки очень характерны, либо делят нос пополам (в случае предчелюстных отростков), либо существуют изначально (в случае верхнечелюстных). Таким образом, Ву и Рассел (2001) считали их аутапоморфиями (уникальными отличительными чертами) Turfanosuchus. Однако теперь известно, что они оба присутствуют у Yonghesuchus и (в меньшей степени) у Gracilisuchus, поэтому они, вероятно, диагностируют все семейство Gracilisuchidae или, возможно, даже более крупные подмножества Archosauria. Например, предчелюстной заднедорсальный отросток Revueltosaurus также делит его нос пополам, а заднедорсальный отросток верхней челюсти присутствует у некоторых этозавров и попозавроидов. На предчелюстной кости, вероятно, было пять зубов, а на верхней челюсти — не менее 13. Сохранившиеся зубы были изогнутыми и с мелкими зазубринами. Носовые кости выступают за боковые стороны рыла и образуют верхнюю границу предглазничной ямки. Лобные кости (которые образуют часть черепа над глазницами) вклиниваются в носовые ходы в виде большого V-образного шва. Обе эти черты также присутствуют у Gracilisuchus. С другой стороны, форма скуловой кости (скуловой кости) действительно уникальна для Turfanosuchus. Часть скуловой кости, возвышающаяся за глазницей, имеет очень широкое основание, а её поверхность обращена внутрь относительно части ниже глазницы. Как и у других диапсид, у Turfanosuchus была пара отверстий в задней части черепа, известных как височные окна. Кость, разделяющая два отверстия, чешуйчатая, имела нижнюю ветвь, которая изгибалась вперед, чтобы соприкасаться с скуловой костью и разделять нижнее височное отверстие на два отдельных отверстия, оставляя в общей сложности три отверстия в задней части черепа. Эта черта также известна у рауизухидов, таких как Postosuchus. Сходная ситуация наблюдается и у других грацилизухид, у которых имеется широкий контакт между скуловой костью и нижней ветвью чешуйчатой кости. Однако они не сохранили верхнюю часть нижнего височного окна, оставив только небольшой треугольный остаток нижнего височного окна под чешуйчато-скуловым контактом. Сохранившиеся участки неба (небо) в целом были похожи на Euparkeria. Особое сходство заключается в наличии зубов на крыловидной кости. Традиционно считается, что у коронархозавров отсутствуют крыловидные зубы. Ву и Рассел (2001) использовали это, чтобы оправдать классификацию Turfanosuchus как архозавроида, не относящегося к архозаврам. Однако совсем недавно сообщалось о крыловидных зубах у коронных архозавров, таких как Eoraptor, Eudimorphodon, Lewisuchus, [3], Eodromaeus и Yonghesuchus. Следовательно, их наличие у Turfanosuchus не исключает его отнесения к коронным архозаврам. Другой, по-видимому, неархозавровой чертой, обнаруженной у Turfanosuchus, является тот факт, что его внутренние сонные артерии входят в мозг снизу, а не сбоку, как почти у всех других архозавров (включая Gracilisuchus и Yonghesuchus[4]). Однако известно, что эта черта встречается и у других коронных архозавров, таких как Arizonasaurus, Qianosuchus и Silesaurus. В остальном черепная коробка в целом похожа на другие архозавры. Нижняя челюсть была тонкой, с эллиптическим отверстием, известным как нижнечелюстное отверстие. Зубчатая зубная кость имела два задних зубца, окружающих нижнечелюстное отверстие. Уникальный для Turfanosuchus среди грацилизухидов нижний зубец был намного длиннее верхнего. Это имело дополнительный эффект исключения угловой кости (которая образовывала задний нижний край челюсти) из формирования нижней границы нижнечелюстного окна. Надугольная кость, образующая верхнюю заднюю часть челюсти (и верхнюю границу нижнечелюстного окна), была крупной. Другая аутапоморфия Turfanosuchus заключается в том, что внешняя поверхность надугольной кости была сильно вогнутой. На нижней челюсти было не менее 16 зубов, и они были похожи по форме на зубы верхней челюсти.

### Посткраниальный скелет
Позвонки Turfanosuchus были похожи на позвонки Euparkeria и псевдозухий, с вогнутыми боками и нервными отростками с расширенными вершинами. Имелись два крестцовых (тазобедренных) позвонка, которые соединялись с подвздошной костью (верхняя пластинка бедра) крупными веерообразными крестцовыми ребрами. Интерцентры не сохранились, а на позвонках отсутствовали скошенные края, но, поскольку позвонки были расчленены, а некоторые эупаркерииды сохраняли интерцентры, но не имели скошенных краев, их отсутствие у Turfanosuchus не может быть доказано. Подвздошная кость была похожа на таковую у Ticinosuchus, с коротким передним выступом, гораздо большим задним выступом и большой костной вертлужной впадиной (тазобедренным суставом). Лобок (нижняя передняя пластинка бедра) был умеренной длины и также подобен таковому у Ticinosuchus. Первоначально сообщалось, что остеодермы (костные пластины) отсутствуют, но позже при препарировании они были обнаружены. Эта остеодерма была широкой, с гребнем на верхней поверхности, завершающимся заостренным передним зубцом. Соответствующее желобообразное углубление присутствовало на нижней поверхности . Плечевая кость (верхняя кость руки) имела дельтопекторальный гребень, который плохо отличался от головки плечевой кости. Бедренная кость (бедренная кость) была похожа на таковую у Euparkeria и большинства псевдозухий, но у неё не было смещенной головки бедренной кости и приподнятого четвёртого вертлуга авеметатарзалий или ранних крокодиломорфов. Пяточная кость (пяточная кость) имела много общего с таковой у архозаврообразных «круротарсанов» (то есть с голеностопным суставом, как у фитозавров и сухиан). К ним относятся полуцилиндрический (бочкообразный) мыщелок малоберцовой кости (внешняя часть голени), непрерывная фасетка между этим мыщелком и фасеткой четвёртого дистального отдела предплюсны (малая лодыжка) и задняя проекция, известная как пяточный бугор, который был шире высоты и имел расклешенные края. Некоторые из этих характеристик не считались присутствующими до повторной оценки образца в 2011 году.

### Классификация
Классификация Turfanosuchus в прошлом претерпела значительные изменения из-за сочетания в ней признаков как сухианских архозавров, так и более ранних родственников архозавров, таких как Euparkeria. Первоначально Янг считал, что окаменелости произошли от животного, похожего на Euparkeria, и отнес их к семейству Euparkeriidae. Однако окаменелость не была полностью подготовлена. Последующий анализ, проведенный Пэрришем в 1993 году, показал, что окаменелости представляют собой сухианца. Предполагаемый второй вид, «Turfanosuchus» shageduensis, был описан в 1982 году. Однако из-за его больших промежуточных центров этот вид не считается близким родственником Turfanosuchus и, вероятно, был неопределенным эупаркеридом, связанным с Halazaisuchus. В 2001 году Сяо-Чунь Ву (из Института палеонтологии позвоночных и палеоантропологии в Пекине) и Энтони Рассел (из Университета Калгари) переописали окаменелость. Ву и Рассел подготовили окаменелость и отметили, что кости конечностей (бедренная и плечевая) напоминали кости Ticinosuchus и Euparkeria, а пяточная кость — нет. Дальнейшее препарирование выявило частичную остеодерму. Ву и Рассел пришли к выводу, что Turfanosuchus не был ни сухианцем, ни даже членом Pseudosuchia (архозавры, более близкие к крокодилам, чем к динозаврам, также известные как Crurotarsi в публикациях, которые включают фитозавров в группу). Этот вывод был подтвержден такими особенностями, как зубы на небе и внутренние сонные артерии, которые входили в черепную коробку снизу, а не сбоку. Однако они также исключили возможность близкого родства с Euparkeria, отметив несколько апоморфных («продвинутых») особенностей, таких как пяточный бугор, направленный дальше назад. В 2010 году палеонтологи Мартин Эскурра, Агустина Лекуона и Августин Мартинелли снова обнаружили, что Turfanosuchus является псевдозухом, во время изучения недавно обнаруженного архозавриформного Koilamasuchus. Это переназначение было основано на строении пяточной кости (пяточной кости), которое похоже на строение других ранних псевдозухиев, особенно этозавров. Этот вывод был также подтвержден в 2011 году всесторонним анализом Стерлинга Несбитта архозавров и архозаврообразных. Этот анализ показал, что у некоторых архозавров (таких как Eoraptor) также были небные зубы, а у других (таких как Silesaurus и ранние попозавроиды) были внутренние сонные артерии, которые входили в черепную коробку снизу. Кроме того, пяточная кость была повторно оценена, и наблюдения Пэрриша относительно лодыжки были подтверждены. В 2014 году было обнаружено, что Turfanosuchus тесно связан с небольшими сухиями Gracilisuchus и Yonghesuchus во вновь созданном семействе Gracilisuchidae. Большинство сходств, оправдывающих эту классификацию, присутствовали в черепе, а некоторые изначально считались уникальными для Turfanosuchus.